# Taio
Taio (IPA: /ˈtajo/, Tai in noneso) è una frazione del comune di Predaia, nella provincia di Trento.
Fino al 31 dicembre 2014 ha costituito, assieme alle frazioni di Dardine, Dermulo, Mollaro, Segno, Torra e Tuenetto, un comune autonomo, che al momento della sua dissoluzione contava 3 019 abitanti. Il comune confinava con i comuni di Coredo, Denno, Nanno, Sanzeno, Tassullo, Tres, Ton e Vervò.
Dal 1º gennaio 2015 il comune, insieme a quelli di Coredo, Smarano, Tres e Vervò, è stato fuso nel comune di Predaia.

## Storia

### Simboli

Vecchio stemma comunale

Lo stemma era stato concesso con regio decreto del 3 aprile 1930.
Il gonfalone era un drappo di bianco fiancheggiato di rosso.

## Monumenti e luoghi d'interesse
- Chiesa di San Vittore

## Società

### Evoluzione demografica
Abitanti censiti

### Ripartizione linguistica
Nel censimento del 2001 il 13,30% della popolazione (337 persone) si è dichiarato "ladino".

## Amministrazione
| Periodo        | Periodo         | Primo cittadino | Partito      | Carica  | Note |
| -------------- | --------------- | --------------- | ------------ | ------- | ---- |
| 17 maggio 2010 | 1º gennaio 2015 | Stefano Cova    | lista civica | Sindaco |      |

### Gemellaggi
Taio è gemellata con:
- Heroldsberg, dal 1996

### Variazioni
La circoscrizione territoriale ha subito le seguenti modifiche: nel 1928 aggregazione di territori dei soppressi comuni di Dardine, Dermulo, Mollaro, Segno, Torra e Tuenetto.